# Frauenstein (Wiesbaden)
Pour les articles homonymes, voir Frauenstein.
Frauenstein est le quartier le plus occidental de la ville de Wiesbaden en Allemagne.